# Frisia occidental (región histórica)
Frisia occidental (en latín: Frisia Occidentalis; en frisón occidental: West-Fryslân) es un término geográfico, histórico y cultural que hace referencia a los territorios tradicionalmente frisones al oeste del Dollard (bahía al norte de la frontera alemana-neerlandesa).
La región entera (en sus distintas acepciones) está ubicada en los Países Bajos y, en su acepción más genérica, es la más grande de las tres divisiones históricas de las tierras frisias, junto a la Frisia oriental (al otro lado del Dollard) y la Frisia septentrional (Schleswig-Holstein), ambas pertenecientes hoy en día a Alemania.

## Terminología
En su significado histórico más incluyente, la Frisia occidental abarcaría gran parte de las áreas que componen las actuales provincias neerlandesas de Groninga, Frisia y Holanda Septentrional. Esta última corresponde a la histórica Frisia occidental, y durante el período de las Provincias Unidas su gobierno formaba parte de los Estados de Holanda y Frisia Occidental. Hasta hoy, el escudo de esta provincia consiste en las armas combinadas de ambos condados históricos.
Por otra parte, comúnmente en su uso actual, el término suele tener un significado más contemporáneo: Internacionalmente, suele referirse a la propia provincia de Frisia (siendo la región propiamente frisona más occidental), mientras que su significado más común dentro de los Países Bajos se circunscribe a la relativamente pequeña actual región de Frisia Occidental, ubicada en el noreste de Holanda Septentrional. Esta discrepancia entre nombre contemporáneo y designación histórica es común también en otras partes de Frisia y en general (véase Frisia oriental vs. Frisia oriental (península) y Frisia septentrional vs. Distrito de Frisia Septentrional).

### Consideraciones lingüísticas
Desde un punto de vista académico (y que prevalece en general en las lenguas germánicas salvo el neerlandés), el término Frisia occidental cobra una perspectiva lingüística, es decir, el área donde se hablaba históricamente el frisón occidental en sus distintas variedades (considerablemente más extensa que el territorio que reúne a los hablantes de este idioma en la actualidad, aunque fragmentada a lo largo de la historia). Esta área abarcaría la totalidad de la provincia de Frisia (entre el lago de Ĳssel y el Lauwers, y parte de las islas Frisias occidentales), más la región de Ommelanden del norte de Groninga. También incluye la anteriormente mencionada pequeña región norholandesa homónima.
En los últimos siglos, la frontera entre Países Bajos y Alemania ha constituido también la línea divisoria entre las Frisias occidental y oriental. Se sigue considerando, por tanto, que la totalidad de la Frisia occidental se encuentra en territorio neerlandés y la oriental en territorio alemán. La división lingüística entre ambas regiones, no obstante, no siempre se ha mantenido a raya con las circunstancias geopolíticas. Anteriormente, en la Frisia oriental se hablaban dialectos del frisón oriental, cuya variante occidental, el frisón del Ems (sobre todo en algunas de sus modalidades), compartía una zona de continuo dialectal e inteligibilidad mutua con el frisón occidental. En otras palabras, al norte de la franja formada entre la frontera de ambos países, que comienza en el Dollard en el norte y avanza hacia el sur, y el río Ems, que desemboca en la misma bahía y corre en paralelo adentrando en territorio alemán, hay una zona de ambigüedad lingüística que traza una frontera un tanto indefinida entre la Frisia oriental y la occidental.

### Consideraciones históricas

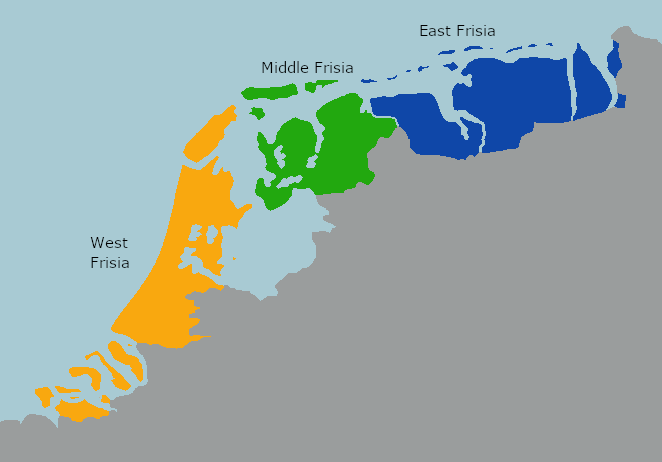
División de Frisia según el Lex Frisionum, con la Frisia occidental extendiéndose hasta la actual frontera belga.

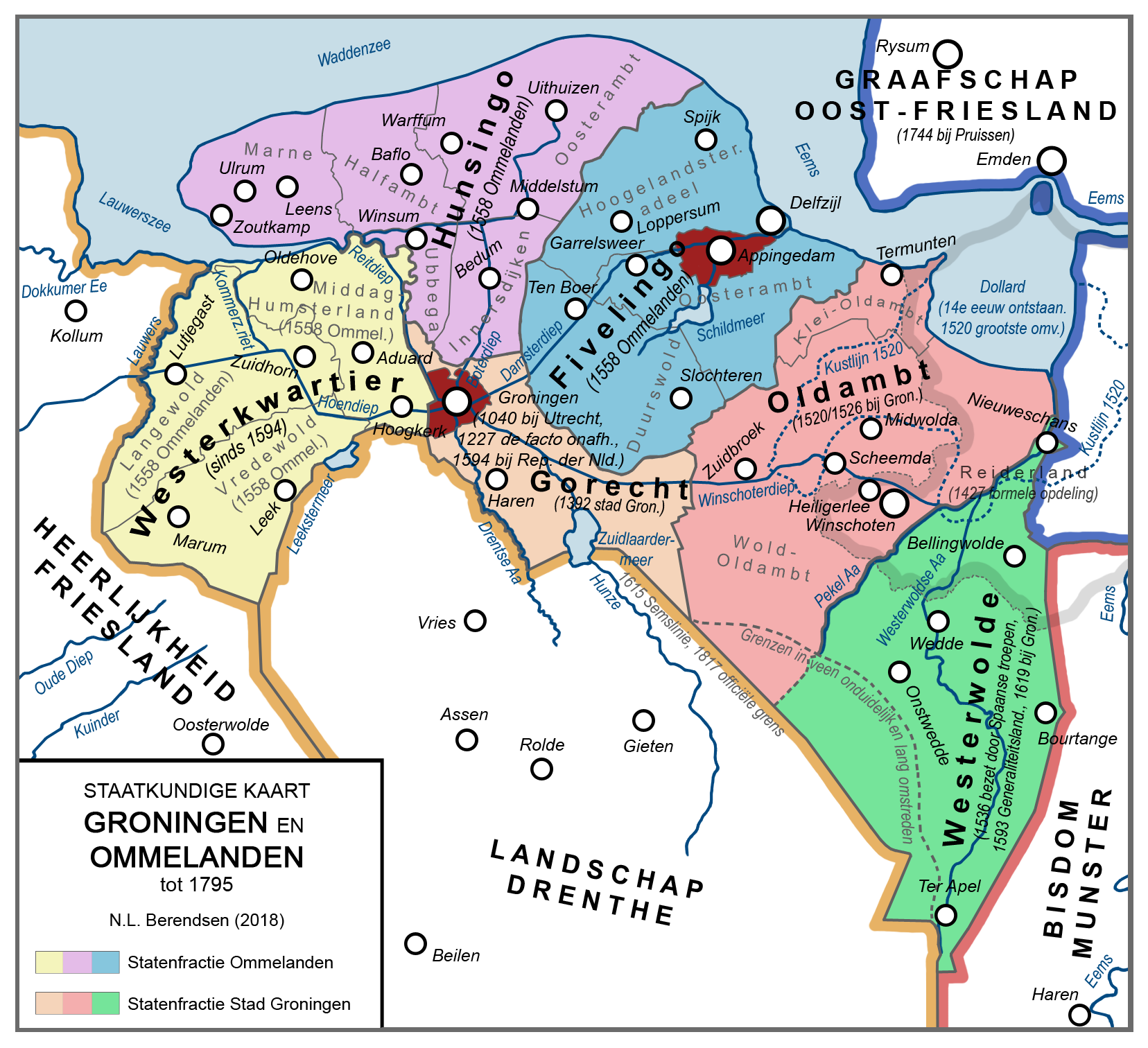
Ommelanden, en el norte de la provincia de Groninga, crea el continuo frisón entre la provincia de Frisia y la frontera alemana con la Frisia oriental.

A lo largo de la historia hubo distintas definiciones y modelos de división de las tierras frisias, y el término Frisia occidental, como otros, ha sufrido alteraciones en su definición y significado. En la segunda mitad del I milenio, no se solía incluir al litoral de Schleswig, más al norte (suroeste de la península juta), que posteriormente sería conocido como Frisia septentrional, aunque se consideraba tierra de frisones y su origen anterior a las migraciones germánicas. El reino de Frisia (Magna Frisia), que precedió a la conquista franca, se extendía desde la desembocadura del Weser hasta la línea Brujas-Gante. Se trataba, por tanto, de un concepto mucho más amplio, que, en su parte occidental, cubría la totalidad del litoral neerlandés, adentrándose en territorio belga (en la actualidad).
La primera clara definición de una Frisia occidental se da a finales del siglo VIII, en el Lex Frisionum (el derecho frisón bajo el dominio franco, anterior a la Libertad frisia), que dividía el anterior reino en tres Frisias: occidental, media y oriental. Bajo esta definición (que tampoco incluía la Frisia septentrional), la Frisia occidental seguía cubriendo todo el litoral neerlandés —un área definido en el texto entre el Zwin, en la actual frontera con Bélgica, y el Vlie, a la altura de las islas Frisias occidentales—; es decir, las actuales provincias de Holanda Septentrional, Holanda Meridional y Zelanda, en tiempos de auge de los asentamientos frisones en esta región y sus guerras contra los normandos. A su vez, la Frisia media ocupaba la mayor parte de la región comúnmente denominada Frisia occidental (la definición principal anteriormente explicada). La separación entre una Frisia media y una occidental correspondía a una antigua demarcación de siglos anteriores, que asignaba a las tierras más al oeste el nombre de Frisia Citerior (‘Frisia cercana’) y a la región colindante al este el de Frisia Ulterior (‘Frisia lejana’).

## Población y lengua
Los habitantes históricos de las tierras neerlandesas de habla frisona se denominan frisones occidentales. En la literatura inglesa y alemana —y generalmente en su acepción internacional—, la expresión ‘frisones occidentales’ hace referencia a la población de frisones étnicos en los territorios administrados por los Países Bajos. 
En los Países Bajos, sin embargo, con ‘frisones occidentales’ se refiere a los actuales habitantes de la pequeña región homónima al norte de la provincia de Holanda Septentrional, cuya gran mayoría, un 92 %, no son frisones étnicos (tratándose, por tanto, de una denominación estrictamente geográfica y no étnica). De manera similar, el dialecto regional que se habla aquí no es una variedad del frisón sino del neerlandés, llamada neerlandés de Frisia Occidental (eso sí, históricamente influenciada por el idioma frisón). Los pocos que hablan frisón en esta región usan un habla peculiar, de carácter más conservador y con limitada interinteligibilidad con el dialecto principal, que guarda similitudes con el frisón de la isla de Texel. 
A su vez, en la provincia de Frisia, los frisones étnicos (un grupo mucho más abundante) sí reciben comúnmente un gentilicio propio: los Westlauwer; a saber: los frisones de las tierras al oeste del Lauwers. Es aquí donde se conserva la lengua frisona occidental en su variedad más hablada. Entre los 660 000 frisones neerlandeses existentes a día de hoy, la mayoría de habitantes de esta provincia, unos 400 000 han conservado la lengua frisona a nivel de conversación, junto al neerlandés. Se trata de una proporción considerable en comparación con los hablantes de las demás lenguas frisonas (la septentrional y la oriental, esta última muy amenazada), circunstancia que se ha dado gracias a los eventos geopolíticos particulares de los Países Bajos a lo largo de la historia, muy distintos a los acontecidos en territorio alemán.

## Historia

### Período vikingo
La época de las invasiones normandas de Frisia sigue muy presente en la identidad frisona y se conmemora en algunos eventos. Si bien, mientras que en la Frisia Orientalis, los vikingos fueron derrotados definitivamente en 884 en la batalla de Norditi, en el caso de la Frisia Occidentalis tardarían unos dos siglos (entre 810 y 1007) hasta cejar definitivamente en sus campañas frisias.
Entre 850 y 885, gran parte de la Frisia occidental quedó en manos de los daneses Hrørek (Rorik) y Gudfrid (Godofredo), cuyo control de la región como gobernantes sería pactado con los monarcas carolingios. Fue el primer y único duradero gobierno vikingo jamás establecido en tierras frisonas. Esta época tocaría su fin con la violenta muerte de Gudfrid en 885 de la mano de un grupo de nobles frisones y sajones, dando pie a una nueva aristocracia local, que más tarde se iría menguando cediendo ante un poder campesino, que culminaría con la Libertad frisia.

#### Antecedentes
Los primeros ataques vikingos a la costa frisona tuvieron lugar siendo tierra franca bajo el reinado de Carlomagno. Generalmente se considera que estos ataques, a diferencia de las redadas vikingas a sitios más prósperos, tuvieran en un principio un objetivo político debido a los acontecimientos en Schleswig en años anteriores: A principios del siglo IX, la tensión entre daneses y francos fue creciendo rápidamente en torno al Eider, sobre todo en la región costera (correspondiente a la más tardía denominación de Frisia septentrional), con su importancia para el comercio regional. Tras haber derrotado a los abodritas (quienes unos años antes habían expulsado a los sajones, entonces enemigos de los francos), estos, como algunos comerciantes daneses insatisfechos con la gestión danesa del territorio (que aglomeraba a daneses, frisones, jutos, sajones y eslavos) y otros disidentes expulsados de Dinamarca por sus aspiraciones políticas, recibieron protección de Carlomagno, estableciendo un frente contra el rey Godofredo, cuyo ejército se imponía militarmente en la región. Para hacerle frente, en 807 Carlomagno pactó con un familiar del Godofredo, el ambicioso Halfdan, garantizándole a cambio de su apoyo la exención del pago de impuestos a su rey (siendo caudillo local, parte de sus botines y de los impuestos recaudados a la población local debieron de ser enviados al rey danés). Desde Hedeby, lugar de importancia estratégica para los daneses, y sobre todo para un Godofredo obcecado desde hacía años con la defensa de la frontera sur de sus dominios ante una invasión franca, Halfdan se declaró rey local y vasallo de Carlomagno. El pacto fue considerado un casus belli por el rey danés.

#### Expansión
En 810, Godofredo, en su última acción militar, reunió una flota de unos doscientos barcos, con los que saqueó gran parte de las costas de las Frisias oriental y occidental. A la vez que reclamaba el litoral esleswicense como territorio danés, estableció en las regiones frisias más al sur —en ambos lados de la antigua Magna Frisia— un arancel de cien libras a todos sus habitantes, ya fueran comerciantes o campesinos. Para proteger la costa oeste de su imperio, Carlomagno, tras años de intentos de defender el territorio con tropas frisonas (se cree que hasta concedió a los frisones un privilegio especial, que más tarde daría pie a la tradición local que considera al mítico emperador el promotor original de la Libertad frisia, cosa muy poco probable), siguiendo el ejemplo de Halfdan, contrató a otros cabecillas vikingos locales a cambio de una recompensa económica, para hacer frente a las redadas nórdicas.
Godfredo moriría ese mismo 810, pero los ataques vikingos persistirían por décadas más, y se intensificarían después de 830 a causa de los conflictos entre el emperador Ludovico Pío y sus hijos, asumiendo un carácter de incursiones irregulares pero intensas, redadas y saqueos por grupos esporádicos (más al estilo vikingo que por su motivación original). En 834, con la guerra civil imperial en punto álgido y el emperador depuesto (aunque recuperaría su trono al poco tiempo), los vikingos asaltaron con virulencia el centro del comercio frisón de la época, Dorestad, al sur de Utrecht, acción que repetirían cuatro veces consecutivas y que tendría un efecto devastador en las zonas costeras de Frisia.
No pudiendo hacer frente a los continuos atosigamientos, en 840 Ludovico entregó Dorestad en feudo a los jefes de las expediciones normandas, los hermanos Hrørek (Rorik) y Harald, dos temibles señores de la guerra que, según los Anales de Fulda, estaban emparentados con el rey danés Harald Klak y, por tanto, con su hijo y futuro enemigo, Godofredo Haraldsson. La concesión de un territorio en feudo no era cosa excepcional, siendo común en el feudalismo carolingio de la época, aunque los beneficiarios solían ser cristianos de la nobleza local, no el enemigo nórdico. El año siguiente, otro de los objetivos de ataques frecuentes de los hermanos, el también centro de comercio frisón Domburgo (en la entonces isla y hoy península de Walcheren, en la costa zelandesa), fue entregado en feudo a Rorik. Sin embargo, la gestión de los feudos resultó difícil en tiempos de una guerra civil entre el emperador Lotario I, quien era el rey de Francia Media, a la que pertenecía Frisia, y sus hermanos, Luis el Germánico (rey de Francia Oriental) y Carlos el Calvo (rey de Francia Occidental). En algún momento en esta época muere Harald en circunstancias desconocidas, y Rorik, insatisfecho con los problemas causados en sus feudos, aprovecha el debilitamiento carolingio a causa de la guerra para reunir una tropa a caballo y asaltar la región entera de Frisia occidental.
En 850, Lotario, quien quedó impotente ante los ataques, ofreció a Rorik en beneficio la mayor parte de la Frisia occidental (libre de las imposiciones ligadas a un feudo). Es cuando el normando se convierte en el indisputado caudillo de Frisia occidental y Dorestad, y así es reconocido en las sagas y menciones de la época. Uno de los propósitos del rey franco fue la defensa del territorio ante ataques de otros vikingos, que entonces operaban en bandas independientes que saqueaban los litorales del mar del Norte, cosa con la que Rorik cumplió con éxito, pues no se volvería a producir un ataque exitoso en la región hasta su muerte a comienzos de la década de 880. Para afianzar su estatus y asegurarse de su lealtad al emperador cristiano, se le presionó para que se bautizara, cosa que hizo en 862 bajo los auspicios del arzobispo Hincmaro de Reims, quien consideraba la defensa de Frisia una tarea cristiana de suma importancia.  
El territorio danés en la Frisia occidental consistía en un área extensa que, aparte de la franja costera, las islas y las crestas fluviales de los grandes ríos, contaba con vastas turberas aún sin explotar. Más allá de su potencial económico, ofrecía inmejorables zonas de fondeo y de acceso tanto al interior como a mar abierto. La administración del territorio, ahora legitimada por los monarcas francos, que por ende incluía permisos de explotación y tributación, resultó muy lucrativa para sus nuevos señores. Muchas de las tierras que antes pertenecían a los principales terratenientes de la región que habían huido durante las redadas normandas, quedaron en mano de Rorik y sus tenientes, como fue el caso de los dominios del obispo de Utrecht. Los puntos de acceso en la costa les servían además como bases para realizar incursiones a otros lugares del mar del Norte.
El arraigo económico de los daneses en la Frisia occidental en esa época, y sus relaciones comerciales con los habitantes locales, se ha puesto en manifiesto tras los últimos descubrimientos de dos tesoros de plata vikingos, datados en torno a 850 y 880, ambos en Wieringen, una antigua isla en el extremo norte de Holanda Septentrional. La distribución de los hallazgos, que consisten en lingotes de plata vikinga y monedas de plata árabes, parece indicar que los daneses las juntaban para producir dinero mercancía que servía para el comercio interno entre ellos y los frisones, al margen del comercio con el Sacro Imperio (en el que se usaban monedas carolingias). Los dírhams árabes fueron traídos por los vikingos en abundancia desde Oriente Próximo a través de los ríos rusos, produciéndose un influjo de monedas en los confines del Imperio carolingio, mientras que en el resto de Europa casi no se puede encontrar rastro de ellos. En todo caso, la producción de dinero propio para Frisia indica una estrecha a la vez que tumultuosa participación vikinga en los asuntos carolingios y frisones en estos siglos.
En 872 aparece en las costas sur del mar del Norte y el canal de la Mancha un gran ejército vikingo que se adentraría a caballo en tierra de francos, donde en las siguientes dos décadas causaría estragos, en un período caracterizado por redadas y enfrentamientos con las tropas de Luis III (sobre todo tras la firma del Tratado de Ribemont) y su sucesor, Carlos el Gordo. El grueso de los ataques evitaban la Frisia occidental, centrándose en tierras más al sur y al este, sobre todo la región costera de Francia Occidental y —ya tierra adentro y lejos de sus barcos— la Lorena (parte de la anterior Lotaringia, origen de su nombre). Muchos creen que los vikingos evitaban Frisia gracias a la reputación de Rorik, si bien algunos historiadores consideran además que Frisia en aquel entonces ya no era un destino tan atractivo para saquear comparado con las ricas regiones del sur, y que un enfrentamiento con Rorik, por tanto, no habría tenido sentido ni mucho menos merecido el sacrificio.  
Tras tres décadas al frente de Frisia occidental, Rorik muere y le sucede Gudfrid (conocido en la literatura española como Godofredo de Frisia), un probable sobrino suyo, mencionado en las sagas como el rey de los hombres del norte. Al igual que su predecesor, Gudfrid también fue bautizado, y encima se le ofreció en matrimonio a la princesa Gisela (Gertrudis), hija de Lotario II. El normando, sin embargo, no pareció ser tan cómodo vasallo para Carlos el Gordo, pues albergaba aspiraciones más allá de Frisia, concretamente en las ricas tierras de viña del Rin-Mosela, propiedad de la aristocracia regional, que no tuvo intenciones de concedérselo en feudo, ni mucho menos en beneficio. Aquello acarreó un enfrentamiento que culminaría con una conspiración contra Gudfrid y su violento asesinato en 885, tres años después de suceder a su tío, y el final de 35 años de influencia vikinga (aunque no institucionalmente danesa) en la Frisia occidental.